# Anomala variegata
Anomala variegata är en skalbaggsart som beskrevs av Hope 1831. Anomala variegata ingår i släktet Anomala och familjen Rutelidae. Inga underarter finns listade i Catalogue of Life.